# A Seat at the Table
A Seat at the Table è il terzo album in studio della cantante statunitense Solange. È stato pubblicato il 30 settembre 2016.  L'album contiene la traccia Cranes in the Sky, vincitrice del Grammy Award alla miglior interpretazione R&B.
È stato inoltre il primo album della cantante a debuttare alla prima posizione della classifica statunitense Billboard 200, stabilendo un record grazie all'album Lemonade della sorella Beyoncé per essere le prime a debuttarvi nello stesso anno.

## Descrizione
In una dichiarazione, Solange ha affermato che la realizzazione del progetto discografico iniziò nel 2013 e ha descritto l'album come «un progetto sull'identità, l'empowerment, l'indipendenza, il dolore e la guarigione». Solange ha chiamato una varietà di collaboratori tra cui i rapper Saba, Lil Wayne e Q-Tip; i cantautori The-Dream, BJ the Chicago Kid, Kelly Rowland e Tweet; e i musicisti Sampha, Kelela e David Longstreth.
La concezione iniziale dell'album è avvenuta a Long Island e a New Orleans dove ha iniziato a collaborare su idee differenti con vari artisti. Solange ha dichiarato che durante queste fasi era solo un «cantare una melodia» o «qualcuno che le suonava qualcosa che si sarebbe trasformato in un brano della durata di un'ora». In seguito a queste sessioni, Solange si recò a New Iberia in Louisiana insieme ai brani della durata di un'ora. Solange è andata lì con i suoi ingegneri e ha iniziato a creare le strutture delle canzoni, costruendo i suoni, scrivendo i testi e creando melodie. Alla fine, Solange portò questi brani a Los Angeles per collaborare con Raphael Saadiq e Troy Johnson, affermando: «Quando guardo indietro agli stadi iniziali, ricordo la potente energia che ha dato il tono, e che sono così grata di avermi seguito ovunque durante la creazione di questo disco».
Il rapper Master P ha lavorato sulla maggior parte degli interludes dell'album. Solange ha contattato il rapper e gli ha chiesto se avrebbe raccontato alcune delle canzoni dell'album: «Gli interludes sono stati creati dalla conversazione sui problemi del mondo affrontati durante la creazione di questo disco».

## Tracce
Testi e musiche di Solange Piaget Knowles, eccetto dove indicato diversamente.
1. Rise – 1:41
2. Weary – 3:14
3. Master P – Interlude: The Glory Is in You – 0:17
4. Cranes in the Sky – 4:10 (Solange Knowles, Raphael Saadiq)
5. Mathew Knowles – Interlude: Dad Was Mad – 0:46
6. Mad (feat. Lil Wayne) – 3:55 (Knowles, Dwayne Carter)
7. Don't You Wait – 4:05
8. Tina Knowles – Interlude: Tina Taught Me – 1:14
9. Don't Touch My Hair (feat. Sampha) – 4:17 (Knowles, Sampha Sisay)
10. Master P, Kelsey Lu, Sampha e Devonte Hynes – Interlude: This Moment – 0:49
11. Where Do We Go – 4:24
12. Master P – Interlude: For Us by Us – 0:52
13. F.U.B.U. (feat. The-Dream & BJ the Chicago Kid) – 5:13 (Knowles, Terius Nash)
14. Borderline (An Ode to Self Care) (feat. Q-Tip) – 3:02
15. Interlude: I Got So Much Magic, You Can Have It (feat. Kelly Rowland & Nia Andrews) – 0:26
16. Junie – 3:06
17. Master P – Interlude: No Limits – 0:39
18. Don't Wish Me Well – 4:15
19. Master P – Interlude: Pedestals – 0:57
20. Scales (feat. Kelela) – 3:39
21. Master P – Closing: The Chosen Ones – 0:42

Note
- Rise contiene vocalizzi aggiuntivi di Raphael Saadiq.
- Weary contiene vocalizzi aggiuntivi di Tweet.
- Mad contiene vocalizzi aggiuntivi di The Dream, Moses Sumney e Tweet.
- Don't You Wait contiene vocalizzi aggiuntivi di Olugbenga.
- Where Do We Go contiene vocalizzi aggiuntivi di Sean Nicholas Savage.
- F.U.B.U. contiene vocalizzi aggiuntivi di Tweet.
- Junie contiene vocalizzi aggiuntivi non creditati di André 3000.
- Borderline (An Ode To Self Care) contiene una porzione della canzone More Than a Woman, scritta da Stephen Garrett e Tim Mosley.

## Accoglienza
Metacritic da all'album una valutazione di 89 su 100 mentre BET descrive "A Seat at the Table di Solange è il diario che non abbiamo il tempo di scrivere, le conversazioni che non abbiamo e le esclamazioni che siamo troppo stanchi di ripetere".
Rolling Stone, che gli conferisce un punteggio di 4 stelle su 5, lo definisce come un "fantastico suono LP che prende spunti sonori da lati dell'anima più nascosti mentre suona puntuale come un tweet appena inviato". The Guardian lo acclama come "un album che è impregnato nella cultura nera, portando alla luce i problemi razziali ...Si può dire che, sebbene la sorella maggiore Beyoncé le sia stata vicina di recente, Solange è ancora una volta la sorella più intrigante delle Knowles".
Robert Christgau assume un atteggiamento differente dopo aver ripetutamente ascoltato l'album, scrivendo "Presumo che la sua reputazione non sia solo un'illusione di massa, che c'è qualcosa, e che abbia a che fare con l'identità femminile nera. Ma mi ha lasciato indifferente, anzi, intatto, e non mentirò su questo fatto."
| Rivista              | Lista di Fine Anno                    | Anno | Posizione | Ref.   |
| -------------------- | ------------------------------------- | ---- | --------- | ------ |
| The A.V. Club        | The A.V. Club's Top 50 Albums of 2016 | 2016 | 13        | [ 13 ] |
| Chicago Tribune      | Top Albums of 2016                    | 2016 | 9         | [ 14 ] |
| Consequence of Sound | Top 50 Albums of 2016                 | 2016 | 19        | [ 15 ] |
| The Independent      | Best Albums of 2016                   | 2016 | 14        | [ 16 ] |
| Mojo                 | The 50 Best Albums of 2016            | 2016 | 22        | [ 17 ] |
| NME                  | NME's Albums of the Year 2016         | 2016 | 41        | [ 18 ] |
| Paste                | The 50 Best Albums of 2016            | 2016 | 13        | [ 19 ] |
| Pitchfork            | The 50 Best Albums of 2016            | 2016 | 1         | [ 20 ] |
| The Quietus          | Albums of the Year 2016               | 2016 | 2         | [ 21 ] |
| Rolling Stone        | 50 Best Albums of 2016                | 2016 | 11        | [ 22 ] |
| The Skinny           | Top 50 Albums of 2016                 | 2016 | 2         | [ 23 ] |
| Spin                 | The 50 Best Albums of 2016            | 2016 | 1         | [ 24 ] |
| Stereogum            | The 50 Best Albums of 2016            | 2016 | 6         | [ 25 ] |
| Time                 | The Top 10 Best Albums of 2016        | 2016 | 2         | [ 26 ] |
| Vibe                 | The 25 best Albums of 2016            | 2016 | 1         | [ 27 ] |

## Successo commerciale
Con 72.000 unità equivalenti all'album, A Seat at the Table è stato il debutto della cantante alla prima posizione della classifica statunitense Billboard 200, raggiungendo anche la prima posizione della Top R&B/Hip-Hop Album statunitense. Grazie a ciò Solange e Beyoncé divennero le prime sorelle soliste a raggiungere il numero uno degli album della classifica nello stesso anno. Il 17 gennaio 2019, l'album è stato certificato d'oro dalla Recording Industry Association of America per la vendita di oltre 500.000 unità negli Stati Uniti.
Nel Regno Unito ha raggiunto il numero 17 della UK Albums Chart e il numero due della UK R&B Albums Chart, mentre entra nella Top10 del Canada. L'album debutta inoltre nelle Top20 di Danimarca, Austria e Australia, e nella Top30 di Svezia, Norvegia, Nuova Zelanda, Irlanda e Belgio.